# Liste d'enseignes de la grande distribution au Luxembourg
Pour un article plus général, voir Liste d'enseignes de la grande distribution en Europe.
Cet article présente la liste d'enseignes de la grande distribution (supermarchés) au Luxembourg :

## Liste

### En activité
- Alavita (lb)
- Aldi
- Auchan (Groupe Auchan)
- Bio-Planet
- Cactus, Cactus marché
- Carrefour
- Colruyt (Colruyt Group)
- Delhaize, Shopn’go (Ahold Delhaize)
- E.Leclerc
- Grand Frais
- Lidl
- Monoprix
- Naturalia
- Naturata (lb)
- Pall Center (lb)
- Primavera (lb)
- Rewe

### Disparues
- Alima (lb)
- Big Star
- Supermarchés Match, Smatch, Cora (Groupe Louis Delhaize)